# Booker (baw się)
Booker (baw się) – singel polskiego piosenkarza i rapera White'a 2115 z albumu studyjnego Pretty Boy. Singel został wydany przez wytwórnię SBM Label 28 czerwca 2021 roku. Tekst utworu został napisany przez Sebastiana Czekaja.
Nagranie otrzymało w Polsce status platynowego singla, przekraczając liczbę 50 tysięcy sprzedanych kopii.

## Nagrywanie
Utwór został wyprodukowany przez Chivasa. Za mix/mastering utworu odpowiada DJ Johny. Tekst do utworu został napisany przez Sebastiana Czekaja.

## Twórcy
- White 2115 – słowa[1][2]
- Sebastian Czekaj – tekst[1]
- Chivas – produkcja[1][2]
- DJ Johny – mix/mastering[1]

## Certyfikaty
| Kraj          | Certyfikat      | Sprzedaż |
| ------------- | --------------- | -------- |
| Polska (ZPAV) | platynowa płyta | 50 000+  |